# Руанда-Урунді
Руа́нда-Урунді́ (фр. Ruanda-Urundi  (фр. вимова: [ʁɥɑ̃da.yʁœ̃di])) — квазідержавне утворення у Центральній Африці зі столицею в м. Бужумбура, що існувало у 1922-1962 роки, на території сучасних держав Руанда і Бурунді.

## Правовий статус
З 22 липня 1922 року Руанда-Урунді була підмандатною територією Ліги Націй (група «В») під управлінням Бельгії. Після Другої світової війни з реформуванням Ліги Нації Руанда-Урунді з 13 грудня 1946 року мала статус підопічної території ООН, також під бельгійським управлінням.
1 липня 1962 року на території Руанда-Урунді утворені дві незалежних держави — Руанда і Бурунді.

## Історія
У процесі німецької колонізації Східної Африки Королівство Руанда визнало зверхність германського резидента в 1898 році й було включено до складу колонії Німецька Східна Африка. У 1903 році владу германського губернатора визнало Королівство Бурунді і теж увійшло до складу колонії. 
У 1916 році під час боїв Першої світової війни у Східній Африці, територію сучасних Руанди і Бурунді завоювали війська Бельгійського Конго.

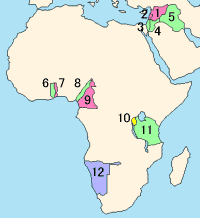
Руанду-Урунді на мапі Африки позначено цифрою "10"

За умовами Версальської мирної угоди 1919 року ці землі, вже під назвою Руанда-Урунді відійшли до Бельгії. 22 липня 1922 року Ліга Націй видала Бельгії мандат на керування цими територіями. Умови мандату передбачали розвиток підмандатних територій з метою підготування їх до незалежності. 
Бельгія експлуатувала Руанду-Урунді, використавши практику керування, випробовану в Бельгійському Конго. Вона полягала в грабунку природних багатств країни, зокрема за допомогою створення (нерідко — підтримання) традиційної структури місцевої влади. Правлячий клас суспільства, як у рунді, так і народу руанда складався з представників групи тутсі (традиційно скотарів), які здавна керували значно більшою групою землеробів хуту; крім того, у країні мешкали пігмеї тва (мисливці й збирачі), що перебували на нижніх «соціальних сходинках». Використавши це розшарування суспільства і нерідкі майнові суперечності між групами, бельгійські управлінці спромоглися спрямувати гнів і невдоволення хуту не проти колоніальної адміністрації, а проти панівної групи тутсі. 
Після завершення Другої світової війни й розпуску Ліги Націй Руанду-Урунді було реорганізовано в підопічну територію ООН і 13 грудня 1946 року передано під управління Бельгії, знову на умовах підготовки територій до незалежності.
Як і решта західно-європейських держав, яким були передані під управління колишні колонії, Бельгія, точніше — її місцева адміністрація — виявилася неготовою до виникнення й розвитку у 1950-х рр. повсюди в Африці національно-визвольних рухів за здобуття незалежності. Такий рух у Бельгійському Конго, багатому на діаманти та ін. природні багатства, очолений національною елітою, що почала формуватися, дуже скоро перекинувся на Руанду-Урунді.
30 липня 1960 року незалежність здобуло Бельгійське Конго (колишній Заїр, зараз — ДР Конго). На спеціальній сесії ООН 27 липня 1962 року було ухвалено рішення про ліквідацію з 1 липня 1962 року бельгійської опіки над Руандою-Урунді, на території якої тоді ж утворились дві незалежні держави — Руандійська Республіка та королівство Бурунді, розділені традиційними кордонами.

## Керівники Руанди-Бурунді

### Королівські комісари
- Жюстен Мальфат (Justin Malfeyt) — листопад 1916-травень 1919
- Альфред Мардзораті (Alfred Frédéric Gérard Marzorati) — травень 1919-серпень 1926

### Віце-губернатори[2]
- Альфред Мардзораті (Alfred Frédéric Gérard Marzorati) — серпень 1926-лютий 1929
- Луї Постьйо́ (Louis Joseph Postiaux) — лютий 1929-липень 1930
- Шарль Возен (Charles Henri Joseph Voisin) — липень 1930-серпень 1932
- Еужен Жюнґерс (Eugène Jacques Pierre Louis Jungers) — серпень 1932-липень 1946
- Моріс Сімо́н (Maurice Simon) — липень 1946-серпень 1949
- Леон Петільон (Léon Antoine Marie Pétillon) — серпень 1949-счень 1952
- Альфред Буайєр (Alfred Claeys Boùùaert) — січень 1952-березень 1955
- Жан-Поль Гаррой (Jean-Paul Harroy) — березень 1955-січень 1962

## Виноски
1. ↑  Урунді — назва Бурунді мовою суахілі
2. ↑  Губернаторство Бельгійське Конго